# كاذي بورنيوني
كاذي بورنيوني (الاسم العلمي:Pandanus borneensis) هو نوع من النباتات يتبع جنس الكاذي من الفصيلة الكاذية.